# 國際疾病分類
，簡稱《国际疾病分类》（International Classification of Diseases），是全世界通用的疾病分类系统和診斷工具，適用於流行病學、衛生服務管理及臨床實踐。ICD由世界衛生組織負責維護。ICD最初是設計成醫療保健分類系統，提供整套診斷代碼來分類疾病，細項分類涵蓋各種徵象、症狀、異常發現、民眾投訴、社會環境、以及疾病或傷害的外部原因。此系統的用意是繪製健康條件的知識地圖，既能對應通用類別，也能歸於特定變化，並為之分配一個指定代碼，長度最多為六個字符。準此，主要類別通常會包括一整組相似的疾病。
WHO出版的ICD統計之發病率、死亡率、醫療保險系統及支持健康護理之自動決策等相關數據為全球廣泛運用，此系統也期待能促進相關數據的收集、處理、分類及呈現上的國際可比性。ICD是所有健康疾病數據的主要統計專案，並提供診斷上的協助。ICD屬於WHO國際分類家族（WHO-FIC）中關於醫療問題的核心統計分類診斷系統，WHO-FIC中還有國際健康功能與身心障礙分類系統（ICF）及國際健康干預措施分類系統（ICHI），這些系統有相互補充的功能。
在美國及某些國家則更常使用《精神疾病診斷與統計手冊》（DSM），來依據特定需求對精神疾病加以分類。
ICD會定期修訂，最新版本為第11版，修改了變性分類、並列入游戏障碍等。ICD-11於2019年5月25日為WHO世界衛生大會（WHA）接受，並於2022年1月1日正式生效。2023 年2月14日，WHO發布了 ICD-11 2023版，除了更新內容、改進工具，還新增多語言版本，讓成員國更方便修訂並擴增 ICD-11。根據統計，全球有64個國家正在對ICD-11進行程度不一的修訂。

## 簡介
《国际疾病分类》是确定全球卫生趋势和统计数据的基础，其中含有约55,000个与损伤、疾病和死因有关的独特代码。它使卫生专业人员能够通过一种通用语言来交换世界各地的卫生信息。
ICD只有疾病診斷與健康條件的資訊，卻未包含功能性狀態的描述，因此世界衛生組織於2001年批准了國際健康功能與身心障礙分類系統（英語：International Classification of Functioning, Disability, and Health，常用縮寫：ICF）的國際通用版本，ICF分類系統補充了ICD-10的不足。ICD與ICF目前是世界衛生組織國際分類家族（WHO-FIC）中的核心分類系統。

## 歷史概述
1860年在倫敦舉行的國際統計大會上，佛蘿倫絲·南丁格爾提案要開發系統性醫院數據收集的模型。1893年，法國醫生及統計學家雅克·貝蒂榮（Jacques Bertillon）在芝加哥舉辦的國際統計學會會議上介紹了貝蒂榮死因分類法。
有些國家已經採用貝蒂榮的系統，以區分一般疾病及局部器官或解剖部位疾病的原則來分類，同於巴黎界定死亡類別的方法。後續修訂則綜合了英國、德國和及瑞士的分類法，從最初44類標題擴展到161個。1898年，美國公共衛生協會（APHA）也建議其加拿大，墨西哥和美國的會員採用之。 APHA還建議每10年修改系統，以確保系統與醫學實踐的進展保持同步。於是第一次國際疾病編碼的修訂會議於1900年舉行，此後每10年進行修訂。當時分類系統納入在一本手冊中，內容包括字母索引及表格清單，相較於目前的編碼文本算是袖珍本。
ICD首次修訂後的改動都算是微幅調整，直到第六次修訂，分類系統才擴增為兩冊。第六次修訂還納入發病率及死亡概況，為了反映修訂變化幅度，手冊標題也改成「國際疾病、傷害和死因統計分類（ICD）」。在第六次修訂前，修訂ICD的責任由國際統計學會及國際聯盟衛生組織的代表所組成的綜合委員會來擔當。1948年起，世界衛生組織承擔了每十年準備及發布ICD修訂版的責任。ICD的第七次修訂（1957 ）及第八次修訂（1968）即由WHO承辦。但是人們漸漸發現十年一期之修訂時間間隔似乎太短。
ICD是世上最廣泛使用的疾病統計分類系統。諸如澳大利亞、加拿大及美國等國家，則是開發了自己的ICD改編版，並增加了更多的代碼，便於分類手術程序或診斷程序。

## 評論
世卫组织总干事谭德塞博士说：“《国际疾病分类》是世界卫生组织真正引以为傲的产物，它使我们能够深入了解人们生病和死亡的缘由，并为避免遭受痛苦和拯救生命而采取行动。”
《国际疾病分类》的使用者还包括医疗保险公司，其报销活动有赖于《国际疾病分类》编码；国家卫生计划管理者；数据收集专家；以及追踪全球卫生进展并确定卫生资源分配的其他人员。
新版《国际疾病分类》还包含了一些新章节，其中一章涉及传统医学：尽管全世界有数百万人使用传统医学，但从未被列入该分类系统。另一个关于性健康的新章节汇集了以前以其他方式分类的疾患（例如，曾被列为精神卫生疾患的“性别不一致”）或者描述差异。已将游戏障碍添加到关于成瘾性疾患的章节中。
世界卫生组织分类术语和标准小组负责人Robert Jakob博士说：“这次修订所遵循的一个重要原则就是简化编码结构和作为电子工具的使用——这使卫生保健专业人员能够更容易、更全面地记录病情。”
世卫组织负责卫生计量和衡量事务的助理总干事Lubna Alansari博士说：“《国际疾病分类》是卫生信息的基石，《国际疾病分类》第十一版将使人们以最新的方式来看待疾病模式。”

## 外部連結
- 聯合國世界衛生組織ICD官網（页面存档备份，存于）（英文）
- ICD-11官网 （页面存档备份，存于）（中文）
- 行政院衛生署統計公布欄